# Gałwuny
Gałwuny (niem.  Groß Galbuhnen) – wieś w Polsce położona w województwie warmińsko-mazurskim, w powiecie kętrzyńskim, w gminie Kętrzyn.
W latach 1954–1957 wieś należała i była siedzibą władz gromady Gałwuny, po jej zniesieniu w gromadzie Biedaszki. W latach 1975–1998 miejscowość administracyjnie należała do województwa olsztyńskiego.

## Historia
W XVIII wieku były tu trzy wsie: Gałwuny Duże (Groß Galbuhnen), Gałwuny Małe (Klein Galbuhnen) i Gałwuny Nowe (Neu Galbuhnen).
W XVII w. użytkownikiem folwarku w Gałwunach był Jan Suchodolski, przedstawiciel braci polskich w Prusach Książęcych, z rodziny Suchodolskich znanej ze Starej Różanki.
W 1913 roku właścicielem folwarku w Gałwunach był Julius von Mirbach z Sorkwit. Folwark ten wchodził do klucza majątków w Podławkach.
W 2000 r. we wsi było 161 mieszkańców.